# دينزل فرانكو
دينزل فرانكو (30 يونيو 1986 في الهند - ) هو لاعب كرة قدم هندي في مركز الظهير. شارك مع منتخب الهند تحت 23 سنة لكرة القدم ومنتخب الهند لكرة القدم. أما مع النوادي، فقد لعب مع نادي تشرتشل براذرز وMahindra United FC ‏ وأتلتيكو كلكتا.

## روابط خارجية
- دينزل فرانكو على موقع قاعدة بيانات كرة القدم.إي يو (الإنجليزية)
- دينزل فرانكو على موقع Soccerway.com (الإنجليزية)